# アーマーガールズプロジェクト
アーマーガールズプロジェクト（ARMOR GIRLS PROJECT）は、バンダイが発売するアクションフィギュアのシリーズである。

## 概要
超合金、ROBOT魂で培った可動、スタイルの技術とS.H.Figuartsにおける美少女フィギュアのノウハウ、アーマープラスの纏う技術をベースとし、「「アーマー」と「オンナノコ」のキャラクターフィギュアプロジェクト」を目指して開発されたものである。そのため、パワードスーツを纏った美少女オンリーで製作されている（男性キャラクターの場合は引き続きアーマープラスシリーズで展開）。
展開当初はノウハウ不足のため、素体の出来がfigmaと比べるといまひとつだったが、シリーズを追うごとにプロポーションが進化、他のアクションフィギュアに引けをとらない出来となっていった。武装類も他のフィギュアよりもギミックが充実しており、玩具としての完成度も高い。中には劇中に無いオリジナルギミックを搭載したものもある。AGPのために書き下ろしたデザインを立体化したものも多い。

## ラインナップ
IS 〈インフィニット・ストラトス〉
- ブルー・ティアーズ×セシリア・オルコット（2012年4月28日）
- シュヴァルツェア・レーゲン×ラウラ・ボーデヴィッヒ（2012年8月31日）
- 甲龍×凰鈴音（2013年6月29日）
- ラファール・リヴァイブ・カスタムII×シャロット・デュノア（2013年10月26日）
- シャルロット・デュノア（制服Ver.）（2013年11月23日）
- 紅椿×篠ノ之箒（2013年12月28日）
- ブルー・ティアーズ【ストライク・ガンナー】×セシリア・オルコット（2014年7月26日）

ストライクウィッチーズ
- 宮藤芳佳 震電装備Ver.（2012年7月28日）
- 坂本美緒（2012年8月25日）
- ゲルトレート・バルクホルン（2012年10月27日）
- エーリカ・ハルトマン（2012年12月8日）

デート・ア・ライブ
- 鳶一折紙（2013年10月12日）

艦隊これくしょん -艦これ-
- 艦これ 大和（2014年10月30日）
- 艦これ 愛宕（2015年1月31日）
- 艦これ 武蔵改（2015年6月27日）
- 艦これ 大和改（2015年9月26日）
- 艦これ 金剛改二（2015年10月29日）
- 艦これ 那珂改二（2016年3月26日）
- 艦これ Bismark drei（2016年8月27日）
- 艦これ 秋月（2017年6月17日）

MS少女
- MS少女 ウイングガンダム（EW版）（2012年5月19日）
- MS少女 GP-03S ステイメン（2012年11月30日）
- MS少女 ウイングガンダムゼロ（EW版）（2013年5月31日）
- MS少女 ユニコーンガンダム（2014年3月29日）
- MS少女 ガンダムMk-II（ティターンズ仕様）（2015年12月26日）
- MS少女 Sガンダム（2017年6月24日）

モンスターハンター
- 魂MIX モンスターハンター 地を暗黒に染めし黒蝕の竜姫（2016年11月19日）

Fate/stay night
- セイバー/アルトリア・ペンドラゴン & 変幻せし「約束された勝利の剣」 (ヴァリアブルエクスカリバー)（2017年4月28日）

すーぱーそに子
- すーぱーそに子 with すーぱーバイクロボ(10th Anniversary ver.)（2017年8月26日）

宇宙戦艦ヤマト2202 愛の戦士たち
- ヤマトアーマー×森雪（2018年2月17日）

### 通信販売
魂ウェブ商店
とある魔術の禁書目録
- いまどきのムスメカ 御坂美琴（2012年9月）
- いまどきのムスメカ 御坂妹（2014年1月）

MS少女
- MS少女 ウイングガンダム（EW版） CODE:淡雪（2012年12月）
- MS少女 ユニコーンガンダム用フルアーマーパーツセット（2014年8月）
- MS少女 バンシイ（2014年8月）
- MS少女 ユニコーンガンダム（覚醒仕様）（2015年1月）
- MS少女 ガンダムMk-II（ティターンズ仕様）オプションセット（2016年5月）
- MS少女 ガンダムMk-II（エゥーゴ仕様）（2016年10月）
- MS少女 FAZZ（2018年3月）

IS 〈インフィニット・ストラトス〉
- セシリア・オルコット（制服Ver.）（2013年3月）
- 篠ノ之箒（制服Ver.）（2014年7月）
- シュヴァルツェア・レーゲン【パンツァー・カノニーア】×ラウラ・ボーデヴィッヒ（2014年11月）
- ラファール・リヴァイブ×山田真耶（2014年12月）
- ラファール・リヴァイブ・カスタムII【ガーデン・カーテン】×シャルロット・デュノア（2015年5月）

艦隊これくしょん -艦これ-
- 艦これ 高雄（2015年4月[1次受注]、2015年5月[2次受注]）
- 艦これ 榛名改二（2015年12月[1次受注]、2016年1月[2次受注]）
- 艦これ 武蔵（2016年4月）
- 艦これ 霧島改二（2016年5月）
- 艦これ 神通改二（2016年7月）
- 艦これ 川内改二（2016年9月）
- 艦これ 比叡改二（2016年12月）
- 艦これ 初月（2017年11月）
- 艦これ 照月（2018年3月）